# Aleni Smith
Aleni Smith (ur. 5 grudnia 1982) – samoański judoka. Olimpijczyk z Londynu 2012, gdzie zajął szesnaste miejsce w wadze lekkiej.
Uczestnik mistrzostw świata w 2009, 2010, 2011 i 2013. Startował w Pucharze Świata w latach 2009−2012 i 2014. Piąty na mistrzostwach Oceanii w 2011 i 2012 roku.

## Letnie Igrzyska Olimpijskie 2012
| Konkurencja | Eliminacje            | Klas. końcowa |
| Konkurencja | Przeciwnik I          | Miejsce       |
| ----------- | --------------------- | ------------- |
| 73 kg       | Jaromír Ježek (CZE) P | 16.           |